# Carl Peter Eckhardt
Carl Peter Eckhardt, Vorname auch in der Schreibweise Karl (* 26. September 1808 in Hanau; † 20. März 1897 in Düsseldorf), war ein deutscher Porträt- und Genremaler der Düsseldorfer Schule.

## Leben
Eckhardt schrieb sich 1829 für das Fach Historienmalerei an der Königlichen Akademie der Bildenden Künste in München ein. Außerdem nahm er Privatunterricht bei dem Münchner Porträtmaler Joseph Anton Muxel (1786–1842). 1841 kam Eckhardt nach Düsseldorf und wohnte im „Rheinischen Hof“ in der Rheinstraße.
Von April 1844 bis 1847 studierte er als schon vorgebildeter Genremaler an der Kunstakademie Düsseldorf. Im 1. Quartal 1845 war er abwesend. Ab 1846 besuchte er die Malklasse von Theodor Hildebrandt. Mit dem 4. Quartal 1847 verließ er die Akademie.
Eckhardt heiratete nacheinander die Töchter von Andreas Schmitz in Düsseldorf. Mit seiner ersten Frau Wilhelmine hatte er die Tochter Clara Eckhardt, welche 1876 großjährig war, als es um eine Lizitation der Häuser Bilker Straße 1 (Ecke Bilker und Benrather Straße, in dem er selber wohnte) und Benrather Straße 7 und 5 in der Carlstadt ging. Mit seiner zweiten Frau Cornelia (1824–1873) hatte er zwei Kinder, die Tochter Maria Cornelia und den späteren Maler Gottfried Eckhardt.
Eckhardt war Mitglied im Künstlerverein Malkasten und wohnte zuletzt mit seinem Sohn Gottfried unter der Adresse Herzogstraße 84.
Sein 1831 entstandenes Mädchenbildnis wurde 1950 von den Erben des Künstlers erworben und gehört zum Bestand des Museums Kunstpalast. Sein 1832 gemaltes Mädchen mit Blume und Taube befindet sich in der Sammlung der Alten Pinakothek.